# Svenja Schlicht
Svenja Schlicht, née le 26 juin 1967 à Neumünster, est une nageuse allemande. Elle remporte en 1984 avec le relais quatre nages une médaille d'argent aux Jeux olympiques.

## Biographie
Elle commence sa carrière en Basse-Saxe au SV Nienhagen puis en 1985 Eimsbütteler TV à Hambourg. En 1981, elle remporte son premier titre national au 200 m dos. De 1983 à 1988 puis encore en 1990, elle est championne d'Allemagne sur 100 et 200 m dos et remporte aussi des titres dans les relais 4 nages. Aux championnats d'Europe 1983, elle finit quatrième au 100 m dos et sixième au 200 m dos mais remporte la médaille de bronze au relais 4 × 100 m 4 nages.
Aux Jeux olympiques d'été de 1984 à Los Angeles, elle est sixième au 100 m dos et au 200 m dos. Le relais 4 × 100 m 4 nages composée de Svenja Schlicht, Ute Hasse, Ina Beyermann et Karin Seick remporte la médaille d'argent derrière le relais américain. Aux championnats du monde 1986, elle est cinquième sur 100 m dos et huitième sur 200.
Aux championnats d'Europe 1987, elle remporte les médailles d'argent sur 100 m dos et de bronze sur 200 m ainsi que celles des trois relais féminins. Aux Jeux olympiques d'été de 1988, elle est éliminée en demi-finale du 100 m dos puis huitième en finale du 200 m puis septième du relais 4 nages.
Elle termine sa carrière aux championnats du monde 1991 où elle gagne la médaille de bronze du 4 × 100 m quatre nages avec Manuela Stellmach, Susanne Mueller et Jana Dörries.

## Palmarès

### Jeux olympiques
- Jeux olympiques de 1984 à Los Angeles  États-Unis :
  -  Médaille d'argent au relais 4 × 100 m 4 nages.

### Championnats du monde
- Championnats du monde 1991 à Perth  Australie :
  -  Médaille d'or au relais 4 × 200 m nage libre.
  -  Médaille de bronze au relais 4 × 100 m 4 nages.

### Championnats d'Europe
- Championnats d'Europe 1983 à Rome,  Italie :
  -  Médaille de bronze sur 4 × 100 m 4 nages
- Championnats d'Europe 1987 à Strasbourg,  France :
  -  Médaille d'argent sur 100 mètres dos
  -  Médaille de bronze sur 200 mètres dos
  -  Médaille de bronze sur 4 × 100 mètres nage libre
  -  Médaille de bronze sur 4 × 100 m 4 nages
  -  Médaille de bronze sur 4 × 200 mètres nage libre

### Championnats d'Allemagne de natation
- Championnats d'Allemagne 1981
  -  Médaille d'or sur le 200 m dos.
- Championnats d'Allemagne 1983
  -  Médaille d'or sur le 100 m dos.
  -  Médaille d'or sur le 200 m dos.
- Championnats d'Allemagne 1984
  -  Médaille d'or sur le 100 m dos.
  -  Médaille d'or sur le 200 m dos.
- Championnats d'Allemagne 1985
  -  Médaille d'or sur le 100 m dos.
  -  Médaille d'or sur le 200 m dos.
- Championnats d'Allemagne 1986
  -  Médaille d'or sur le 100 m dos.
  -  Médaille d'or sur le 200 m dos.
  -  Médaille d'or sur le 400 m 4 nages.
- Championnats d'Allemagne 1987
  -  Médaille d'or sur le 100 m dos.
  -  Médaille d'or sur le 200 m dos.
  -  Médaille d'or sur le 200 m 4 nages.
- Championnats d'Allemagne 1988
  -  Médaille d'or sur le 50 m dos.
  -  Médaille d'or sur le 100 m dos.
  -  Médaille d'or sur le 200 m dos.
  -  Médaille d'argent sur le 200 m 4 nages.
  -  Médaille de bronze sur 200 mètres nage libre.
- Championnats d'Allemagne 1990
  -  Médaille d'or sur le 100 m dos.
  -  Médaille d'or sur le 200 m dos.
  -  Médaille d'argent sur le 200 m 4 nages.
- Championnats d'Allemagne 1991
  -  Médaille d'argent sur le 50 m dos.
  -  Médaille d'argent sur le 100 m dos.

## Sources
- (de) Cet article est partiellement ou en totalité issu de l’article de Wikipédia en allemand intitulé « Svenja Schlicht » (voir la liste des auteurs).